# إدغار باريتو
إدغار أوزفالدو باريتو كاسيريس (بالإسبانية: Edgar Osvaldo Barreto Caceres)‏ الشهير باسم إدغار باريتو (مواليد 15 يوليو 1984 في أسونسيون - الباراغواي) لاعب كرة قدم باراغواياني يلعب حاليا لصالح نادي الدرجة الأولى أتالانتا الإيطالي منذ 2009 في مركز الوسط المهاجم كما يجيد اللعب في مركز الجناح الأيمن .

## روابط خارجية
- إدغار باريتو على موقع الاتحاد الدولي (مؤرشف)  (الإنجليزية)
- إدغار باريتو على موقع قاعدة بيانات كرة القدم.إي يو (الإنجليزية)
- إدغار باريتو على موقع ناشيونال فوتبول تيمز (الإنجليزية)
- إدغار باريتو على موقع Soccerway.com (الإنجليزية)
- إدغار باريتو على موقع عالم كرة القدم.نت (الإنجليزية)
- إدغار باريتو على موقع أوليمبيديا (الإنجليزية)
- إدغار باريتو على موقع AS.com (الإسبانية)
- إدغار باريتو على موقع GSA (الإنجليزية)